# Iwi

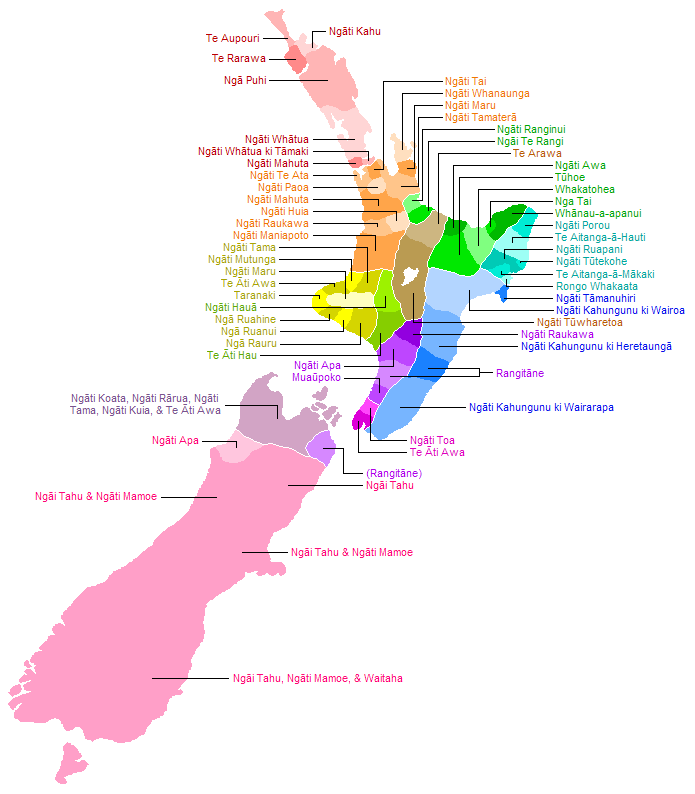
Karta över olika iwi på Nya Zeeland.

Iwi är den största sammanslutningen av maorier på Nya Zeeland. Ordet iwi betyder "folk" eller "nation" och översätts ofta med stam eller en sammanslutning av stammar.
Under föreuropeisk tid gav de flesta maorier sin huvudsakliga lojalitet till små grupper som hapū (grupp inom en stam) och whānau (storfamilj).

## Några kända iwi
- Ngāi Tahu eller "Kai Tahu" (som ligger i södra delen av Nya Zeeland - de flesta på Sydön.)
- Ngā Puhi (Den största iwi med över 100 000 människor som håller till i regionen Northland)
- Ngāti Kahungunu - Hawke's Bay och Wairarapa
- Ngāti Maniapoto (i Waikato-Waitomo-regionen)
- Ngāti Porou (i Gisborne-East Cape)
- Ngāti Tama (i Taranaki och Wellington)
- Ngāti Toa (i Porirua, dit de flyttade från Kawhia på 1820-talet under ledning av Te Rauparaha)
- Ngāti Ruanui (i Taranaki-regionen)
- Ngāti Whātua (i och norr om Auckland - mest i Bastion Point i Orakei)
- Tainui (i Waikato-regionen)
- Te Arawa (i Bay of Plenty)
- Te Āti Awa - Taranaki och Lower Hutt
- Ngāi Tūhoe (Urewera/Whakatane)
- Ngāti Tūwharetoa (centralt på Nordön)
- Whakatohea (i Opotiki-distriktet)